# Klórdiazepoxid
A klórdiazepoxid egy benzodiazepin, amely anxiolitikus, szedatív (nyugtató hatású), étvágygerjesztő és gyenge fájdalomcsillapító hatással rendelkezik, ezért a gyógyászatban használják. Pontos hatásmechanizmusa azonban még nem ismert.

## Hatása
A központi idegrendszer számos struktúrájára (agy, cerebellum, limbikus rendszer, gerincvelő) depresszáns hatású. Hatását főként a gamma-aminovajsavon (GABA), a receptor-komplexen (beleértve a klorid-csatornát), a GABAa és a benzodiazepin-receptoron keresztül fejti ki. A gamma-aminovajsav az agyban nagy mennyiségben előforduló gátló transzmitter. A klórdiazepoxid stimulálja a GABA benzodiazepin receptorhoz történő kötődését, növeli a GABA biológiai hatékonyságát. A GABAa receptorok aktiválódása növeli a kloridionok beáramlását a neuronokba, növeli a hiperpolarizációt, ennek következménye az idegsejt aktivitás gátlása. A klórdiazepoxid szorongásoldó, szedatív, antikonvulzív és izomlazító hatású.
Legfontosabb hatása a szorongás és a feszültség oldása. Megszünteti a szomatikus funkciózavarokat, az álmatlanságot és az emocionális zavarokat.

## Készítmények
- Chlordiazepoxid
- Elenium
- Librium

## Fordítás
Ez a szócikk részben vagy egészben  a   Chlordiazepoxide című angol Wikipédia-szócikk fordításán alapul.  Az eredeti cikk szerkesztőit annak laptörténete sorolja fel. Ez a jelzés csupán a megfogalmazás eredetét és a szerzői jogokat jelzi, nem szolgál a cikkben szereplő információk forrásmegjelöléseként.